# 吉米·坎摩尔直播秀
《吉米·坎摩尔直播秀》，是美国一档脱口秀節目，由吉米·坎摩爾所创并主持，在美国广播公司（ABC）播出。该夜间节目於2003年1月26日首播。

## 概況
该夜间节目于2003年1月26日首播，紧跟在第三十七届超级碗之后。
从首播开始直到2011年2月4日，该节目都是在美国东部时间晚间12：05播出。2012年2月7日开始，档期被调整到东部时间正午。2012年8月21日，美国广播公司宣布该节目自2013年1月8日起将提前25分钟（东部时间晚间11：35）播出，这也让该节目同《今夜秀》、《晚间秀》、《科尔伯特报告》以及《柯南秀》正面竞争，之后接档的节目为《夜線》。
尽管名为“直播秀”，但实际上该节目已经不再现场直播；一般节目实在播出当天太平洋时间下午4：30录制。在极少情况下会播出直播特别节目，例如在奥斯卡奖典礼等重大事件后。直到2009年，每周会有5集新节目；2009年到2012年，每周有4集新节目，周五则为近期某集的重播。从2013年1月档期移动后，每周五被重命名为“吉米·坎摩尔直播秀一周回顾”（Jimmy Kimmel Live! This Week），播出本周节目中的亮点。
2009年4月14日开始，该节目开始以720p高清制式播出。但是，在美国广播公司旗下一些因为本地电视节目安排而采取录播方式播出，又缺少录播高清节目能力的电视台仍然采用480i标清制式播出。这是美国广播公司史上播出时间最长的深夜脱口秀节目。

## 个例
- 2010年至2012年，每年万圣节《吉米·坎摩尔直播秀》都推出《我吃掉了你的糖果》专辑，让大人吃掉自己小孩在万圣节收集来的糖果，观测小孩的反应并录下来放在youtube。结果报名人数甚众，吉米选了其中一些好玩的片段在节目中播放。这三期节目也在中国大陆网民之间引起很大回响。
- 《荒野求生》（Man vs Wild）主持人贝尔·格里尔斯获邀到某期节目中出面，演出2分钟「办公室求生」。贝尔蹲在桌下以《荒野求生》的口吻说话，在那里生火、吃口香糖等。

## 争议
2013年10月16日，在美国政府即将重新“开张”之际，吉米·坎摩尔直播秀以讽刺“所有人都说议员赌气就像小孩子”为主题，请来四个6-7岁小朋友一起召开讨论国家大事的“儿童圆桌会议”。当吉米问道到“美国政府欠了中国1.3万亿美元该怎么办”时，一位小朋友语出惊人：“我们应该绕到地球那边去，把中国人都干掉！”随后就传出笑声而非惊讶声，之后吉米笑着说：“把中国人干掉？这倒是个很有趣的主意。”
此言论一出，华人世界一片哗然。节目播出后就有1.5万网友在白宫“我们人民”请愿网页上留言表示愤怒和抗议ABC电视台播出该片段，并要求ABC电视台公開道歉，留言者以华人居多。
10月28日，亚裔美国人在旧金山抗议有关该节目里的攻击性言詞。同一天，主持人在当天节目中提到了之前的攻击性言语，表示“对不起，我向你们道歉。”
11月1日，数百名华人华侨和留学生自发在美国广播公司位于休斯敦当地电视台门口举行示威游行，抗议该台所播在该节目中儿童关于“杀光中国人”言论，再次要求ABC公开道歉，同时要求开除主持人吉米·基梅尔，消除该节目产生的不良影响。示威游行的标语包括“抵制ABC”、“ABC耻辱”、“要求主持人下台”等等。